# Samuel Zwemer
Samuel Marinus Zwemer, född den 12 april 1867 i Vriesland i Ottawa County i Michigan, död den 2 april 1952 i New York, var en holländsk-amerikansk missionär.
Zwemer studerade vid Hope College i staden Holland, Michigan, och vid teologiska universitetet i New Brunswick, New Jersey. Han verkade som missionär i Arabien 1890-1912, studerade 1917 islam i Kina och 1925 i Sydafrika samt organiserade 1906 i Kairo den första konferensen för kristen mission bland muslimer. Från 1913 var hans verksamhet huvudsakligen arit förlagd till Kairo, där han ledde en anstalt för utbildande av missionärer. Han var en synnerligen grundlig kännare av islam och dess utbredning under tidigt 1900-tal. Zwemer utgav tidskriften "Moslem World Quarterly" och skrev bland annat Moslem Doctrine of God (1906), The unoccupied Mission Fields (1910), The Moslem Christ (1912), Zigzag Journeys in the Camel Country (samma år) och Influence of Animism on Islam (1920). Han besökte Stockholm vid nordiska missionskonferensen 1925.